# Liste der Bodendenkmäler in Stamsried
Auf dieser Seite sind die Bodendenkmäler in dem Oberpfälzer Markt Stamsried zusammengestellt. Diese Tabelle ist eine Teilliste der Liste der Bodendenkmäler in Bayern. Grundlage ist die Bayerische Denkmalliste, die auf Basis des Bayerischen Denkmalschutzgesetzes vom 1. Oktober 1973 erstmals erstellt wurde und seither durch das Bayerische Landesamt für Denkmalpflege geführt wird. Die folgenden Angaben ersetzen nicht die rechtsverbindliche Auskunft der Denkmalschutzbehörde.

## Bodendenkmäler in Stamsried

### Gemarkung Asbach
| Lage              | Objekt                                                          | Akten-Nr.     | Bild |
| ----------------- | --------------------------------------------------------------- | ------------- | ---- |
| Asbach (Standort) | Spätpaläolithische Freilandstation, vorgeschichtliche Siedlung. | D-3-6741-0166 |      |
| Asbach (Standort) | Spätpaläolithische Freilandstation.                             | D-3-6741-0170 |      |

### Gemarkung Diebersried
| Lage                   | Objekt                      | Akten-Nr.     | Bild |
| ---------------------- | --------------------------- | ------------- | ---- |
| Diebersried (Standort) | Mittelalterlicher Erdstall. | D-3-6741-0007 |      |
| Diebersried (Standort) | Mittelalterlicher Erdstall. | D-3-6741-0054 |      |

### Gemarkung Friedersried
| Lage                    | Objekt | Akten-Nr.     | Bild |
| ----------------------- | --- | ------------- | ---- |
| Friedersried (Standort) | Bestattungsplatz der Spätbronzezeit und der Frühlatènezeit mit Grabhügeln.                                                 | D-3-6740-0001 |      |
| Friedersried (Standort) | Mittelalterlicher Burgstall mit der Katholischen Filialkirche und ursprünglichen Burgkapelle St. Matthäus in Friedersried. | D-3-6740-0033 |      |
| Friedersried (Standort) | Mittelalterliche und frühneuzeitliche Hofwüstung Schnepfenried.                                                            | D-3-6740-0035 |      |
| Friedersried (Standort) | Siedlung der Jungsteinzeit.                                                                                                | D-3-6740-0061 |      |
| Friedersried (Standort) | Spätpaläolithische und mesolithische Freilandstation.                                                                      | D-3-6740-0065 |      |
| Friedersried (Standort) | Spätpaläolithische und mesolithische Freilandstation, vorgeschichtliche Siedlung.                                          | D-3-6741-0110 |      |

### Gemarkung Großenzenried
| Lage                     | Objekt                                                                            | Akten-Nr.     | Bild |
| ------------------------ | --------------------------------------------------------------------------------- | ------------- | ---- |
| Großenzenried (Standort) | Verebneter mittelalterlicher Turmhügel.                                           | D-3-6740-0022 |      |
| Großenzenried (Standort) | Spätpaläolithische und mesolithische Freilandstation, vorgeschichtliche Siedlung. | D-3-6740-0036 |      |

### Gemarkung Hitzelsberg
| Lage                   | Objekt                      | Akten-Nr.     | Bild |
| ---------------------- | --------------------------- | ------------- | ---- |
| Hitzelsberg (Standort) | Mittelalterlicher Erdstall. | D-3-6741-0008 |      |

### Gemarkung Stamsried
| Lage                 | Objekt | Akten-Nr.     | Bild |
| -------------------- | --- | ------------- | ---- |
| Stamsried (Standort) | Archäologische Befunde im Bereich der mittelalterlichen Burgruine Kürnberg. | D-3-6741-0056 |      |
| Stamsried (Standort) | Archäologische Befunde im Bereich des frühneuzeitlichen Schlosses von Stamsried, zuvor mittelalterliche Burg.                                                                                             | D-3-6741-0075 |      |
| Stamsried (Standort) | Archäologische Befunde des Mittelalters und der frühen Neuzeit im Bereich der Katholischen Pfarrkirche St. Johannes Baptist in Stamsried, darunter die Spuren von Vorgängerbauten bzw. älterer Bauphasen. | D-3-6741-0099 |      |
| Stamsried (Standort) | Archäologische Befunde der frühen Neuzeit im Bereich der Kalvarienbergkapelle in Stamsried, darunter die Spuren eines Vorgängerbaus.                                                                      | D-3-6741-0106 |      |